# سیاره انیمیشن مارزا
سیاره انیمیشن مارزا (به انگلیسی: Marza Animation Planet) یک استودیو ساخت انیمیشن cg در ژاپن است که در ساخت انیمیشن در طراحی CG فعالیت می‌کند و دفتر مرکزی ان در توکیو شیناگاوا واقع شده‌است.